# Astragalus tungensis
Astragalus tungensis är en ärtväxtart som beskrevs av George Simpson. Astragalus tungensis ingår i släktet vedlar, och familjen ärtväxter. Inga underarter finns listade i Catalogue of Life.